# لوکاس کامپانا
لوکاس کامپانا (انگلیسی: Lucas Campana؛ زادهٔ ۹ مارس ۱۹۹۳) بازیکن فوتبال اهل آرژانتین است.
از باشگاه‌هایی که در آن بازی کرده‌است می‌توان به باشگاه فوتبال اتلتیکو هوراکان اشاره کرد.